# كاترينا بارتونوفا
كاترينا بارتونوفا (بالتشيكية: Kateřina Bartoňová) مواليد 17 يناير 1990، هي لاعبة كرة سلة تشيكية. تلعب في الدوري السلوفاكي لكرة السلة للسيدات. يبلغ طولها 5 قدم 8 بوصة (1.7 م). مثلت منتخب بلادها. شاركت في دورة الألعاب الأولمبية الصيفية سنة 2012.

## سجل المنافسة
شاركت في المنافسات التالية:
- الألعاب الأولمبية الصيفية 2012
- كأس العالم لكرة السلة للسيدات 2014

## روابط خارجية
- كاترينا بارتونوفا على موقع الاتحاد الدولي لكرة السلة (الإنجليزية)
- كاترينا بارتونوفا على موقع كرة السلة الأوروبية.كوم (الإنجليزية)
- كاترينا بارتونوفا على موقع بروبوليرز (الإنجليزية)
- كاترينا بارتونوفا على موقع سبورتس رفرنس (الإنجليزية)
- كاترينا بارتونوفا على موقع أوليمبيديا (الإنجليزية)
- كاترينا بارتونوفا على موقع اللجنة الأولمبية التشيكية (التشيكية)